# Liste der Biografien/Mcs
Liste der Biografien |
Portal Biografien |
Personensuche
# |
A |
B |
C |
D |
E |
F |
G |
H |
I |
J |
K |
L |
M |
N |
O |
P |
Q |
R |
S |
T |
U |
V |
W |
X |
Y |
Z |
?
 
Ma |
Mb |
Mc |
Md |
Me |
Mf |
Mg |
Mh |
Mi |
Mj |
Mk |
Ml |
Mm |
Mn |
Mo |
Mp |
Mq |
Mr |
Ms |
Mt |
Mu |
Mv |
Mw |
Mx |
My |
Mz
 
Mca |
Mcb |
Mcc |
Mcd |
Mce |
Mcf |
Mcg |
Mch |
Mci |
Mcj |
Mck |
Mcl |
Mcm |
Mcn |
Mco |
Mcp |
Mcq |
Mcr |
Mcs |
Mct |
Mcu |
Mcv |
Mcw
Die Liste der Biografien führt alle Personen auf, die in der deutschsprachigen Wikipedia einen Artikel haben. Dieses ist eine Teilliste mit 42 Einträgen von Personen, deren Namen mit den Buchstaben „Mcs“ beginnt.

## Mcs

### Mcsa
- McSally, Martha (* 1966), amerikanische Politikerin der Republikanischen Partei

### Mcsh
- McShane, Charlotte (* 1990), australische Triathletin
- McShane, Edward James (1904–1989), US-amerikanischer Mathematiker
- McShane, George (1858–1903), australischer Cricketspieler
- McShane, Harry (1920–2012), schottischer Fußballspieler
- McShane, Ian (* 1942), britischer Filmschauspieler
- McShane, James (1833–1918), kanadischer Politiker
- McShane, Jamie, US-amerikanischer SchauspielerJamie McShane

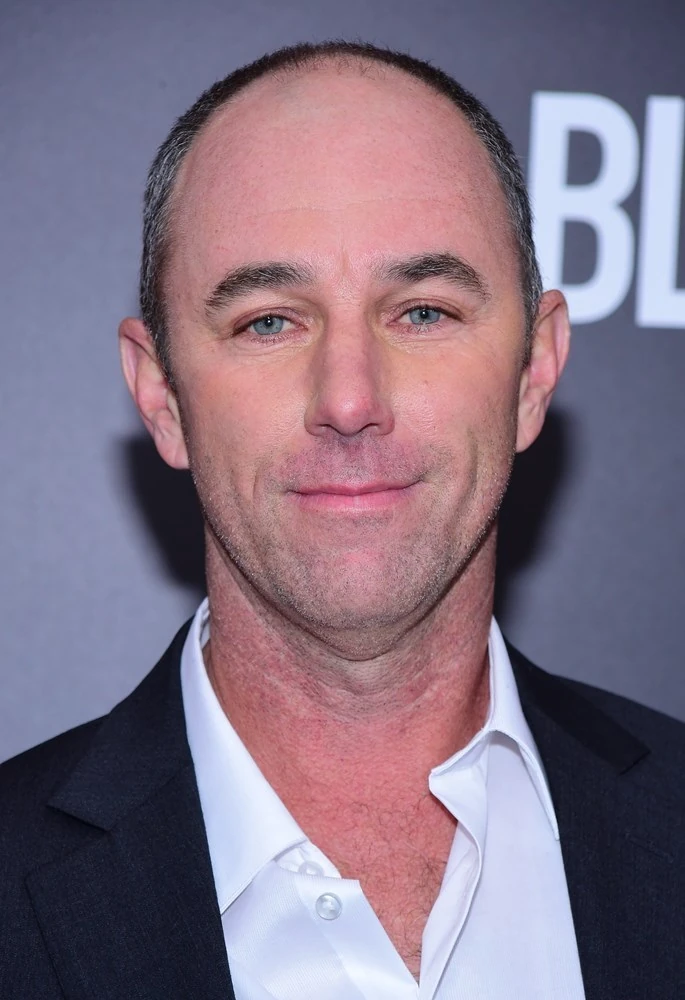
Jamie McShane

- McShane, Jimmy (1957–1995), nordirischer Musiker
- McShane, John A. (1850–1923), US-amerikanischer Politiker (Demokratische Partei)
- McShane, Luke (* 1984), englischer Schachgroßmeister
- McShane, Mark (1929–2013), britischer Schriftsteller
- McShane, Michael (* 1955), US-amerikanischer Filmschauspieler
- McShane, Paul (* 1986), irischer Fußballspieler
- McShann, Jay (1916–2006), US-amerikanischer Blues- und Swing-Pianist, Bandleader und Sänger
- McSharry, Carmel (1926–2018), irische Schauspielerin
- McSharry, Mona (* 2000), irische Schwimmerin
- McShea, Joseph Mark (1907–1991), US-amerikanischer Geistlicher, römisch-katholischer Bischof von Allentown
- McShea, Lisa (* 1974), australische Tennisspielerin
- McShee, Jacqui (* 1943), britische Folk-Sängerin
- McSheffrey, Gary (* 1982), englischer Fußballspieler und -trainer
- McShera, Sophie (* 1985), britische SchauspielerinSophie McShera (* 1985)

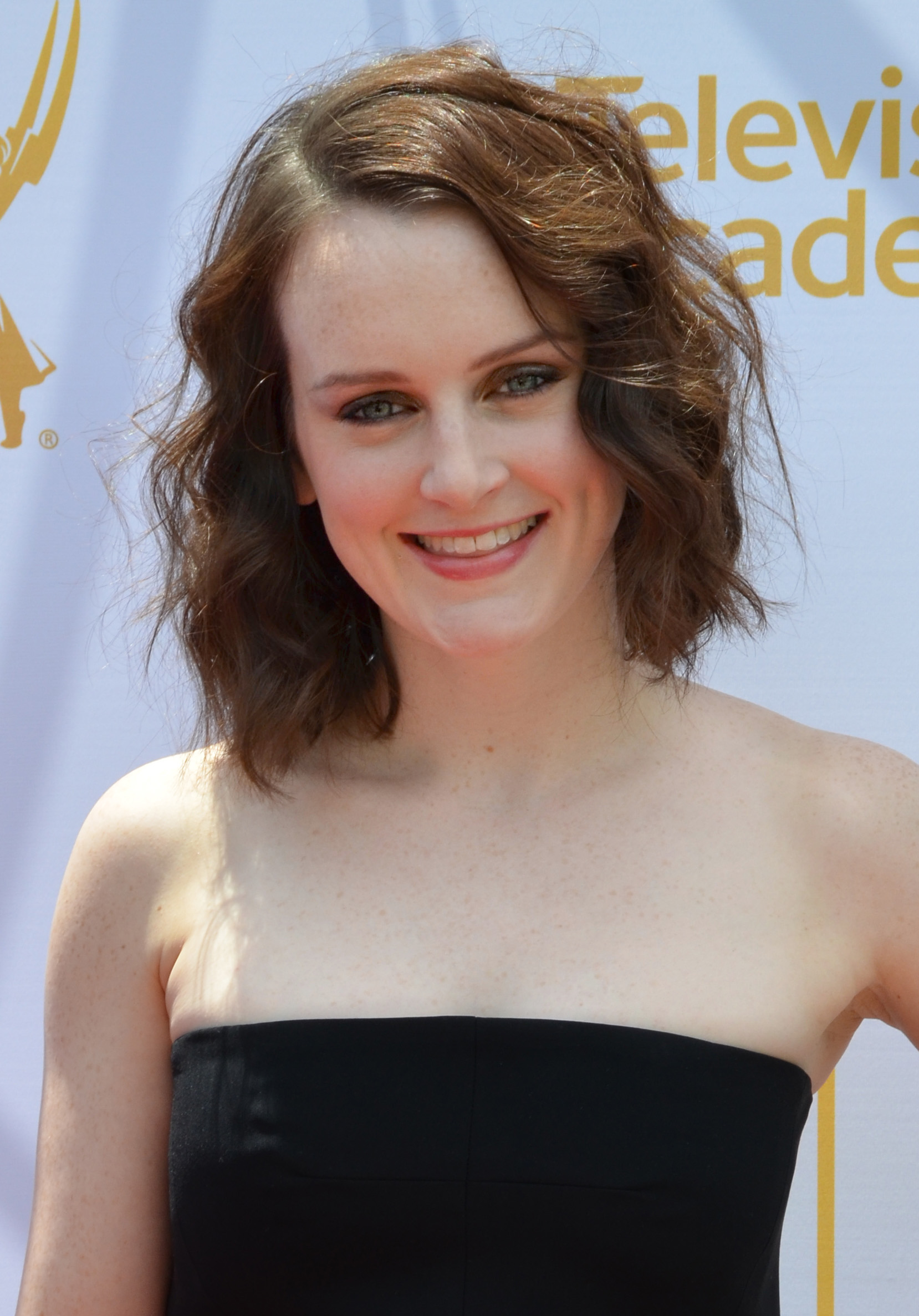
Sophie McShera (* 1985)

- McSherry, Frank, US-amerikanischer Informatiker
- McSherry, Hugh (1852–1940), britischer römisch-katholischer Geistlicher und Bischof
- McSherry, James (1776–1849), US-amerikanischer Politiker

### Mcso
- McSorley, Chris (* 1962), kanadischer Eishockeyspieler, -trainer, General Manager und Mitbesitzer des Genève-Servette HC
- McSorley, Gerard (* 1950), britischer Schauspieler
- McSorley, John (* 1941), britischer Speerwerfer und Kugelstoßer
- McSorley, Marty (* 1963), kanadischer Eishockeyspieler und -trainer; Sportkommentator und Schauspieler

### Mcsp
- McSpadden, Clem (1925–2008), US-amerikanischer Politiker
- McSpadden, Richard (1960–2023), amerikanischer Pädagoge, Pilot und Luftfahrtsicherheitsexperte

### Mcst
- McStay, Paul (* 1964), schottischer Fußballspieler

### Mcsw
- McSwain, John J. (1875–1936), US-amerikanischer Politiker
- McSwain, Mark (* 1965), belgisch-US-amerikanischer Basketballspieler
- McSween, Don (* 1964), US-amerikanischer Eishockeyspieler
- McSween, Harold B. (1926–2002), US-amerikanischer Politiker
- McSween, Harry (* 1945), US-amerikanischer Petrologe und Planetologe
- McSweeney, John (1890–1969), US-amerikanischer Politiker (Demokratische Partei)
- McSweeney, John junior (1915–1999), US-amerikanischer Filmeditor
- McSweeney, Mary Ann (* 1962), amerikanische Kontrabassistin und Komponistin
- McSweeney, Miles Benjamin (1855–1921), US-amerikanischer Politiker
- McSweyn, Stewart (* 1995), australischer Langstreckenläufer